# Nordkreis Vechta
Nordkreis Vechta nennt sich eines von fünf Gebieten im Oldenburger Münsterland in Niedersachsen, die zu Zwecken der Tourismusförderung als „Erholungsgebiete“ ausgewiesen wurden. Zum „Nordkreis Vechta“ zählen die Kommunen Bakum, Dinklage, Goldenstedt, Lohne (Oldenburg), Vechta und Visbek.

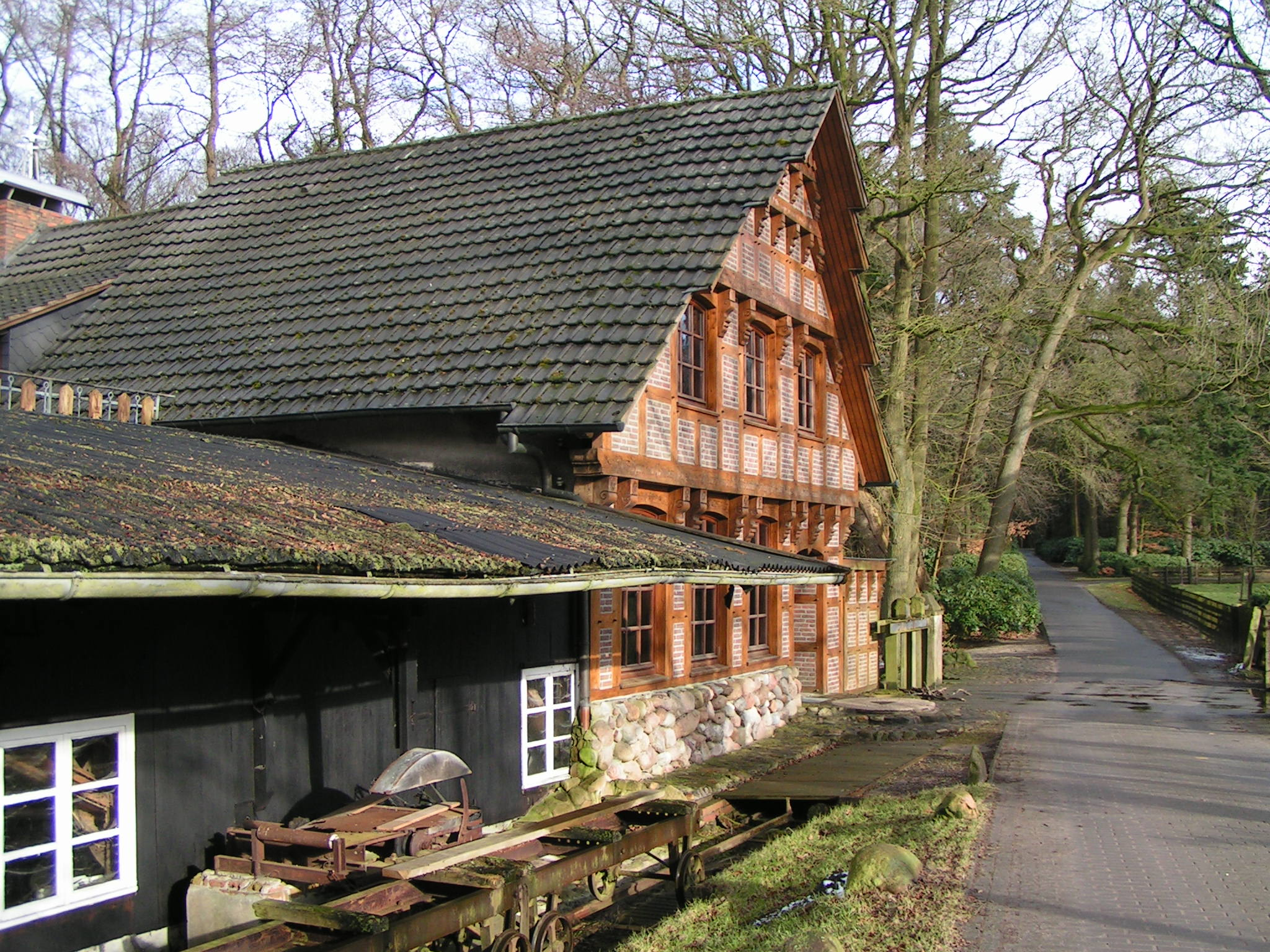
Ansicht der Wassermühle Kokenmühle an der Aue in Endel.

Fast alle typischen Naturräume Nordwestdeutschlands sind im Nordkreis Vechta anzutreffen. Als naturräumliche Besonderheit ist hier das Goldenstedter Moor hervorzuheben. Der tiefste Punkt des Erholungsgebietes befindet sich in der Flussaue bei Carum (23,8 m). Eine weitläufige Geestlandschaft, verschlungene Bachläufe, Hutewald im Herrenholz, sowie mittelalterliche Mühlenteiche und Wassermühlen auf dem Gebiet der Gemeinde Visbek charakterisieren das Landschaftsbild. Als landschaftliche Besonderheit sind die zahlreich anzutreffenden Schlatts zu bezeichnen. Das sind abflusslose kleine Gewässer, überwiegend Windausblasungsmulden aus der letzten Kaltzeit, die in ihrem Zentrum meist noch eine Wasserfläche aufweisen, aber auch zeitweise trockenfallen können. Sie sind Lebensraum für selten gewordene Tier- und Pflanzenarten. Typisch für die flachwellige Geestlandschaft zwischen Visbek und Goldenstedt sind weiterhin die sogenannten Bruchbachtäler mit den Geestbächen und feuchten Niederungen der Aue und Twillbäke im Naturschutzgebiet Bäken der Endeler und Holzhauser Heide, deren Bäche allesamt in die Hunte münden.
Ein gut ausgebautes Rad- und Wandernetz von über 450 km Länge und ein 34 km langes Reitwegenetz erschließen das Erholungsgebiet.